# Boudva

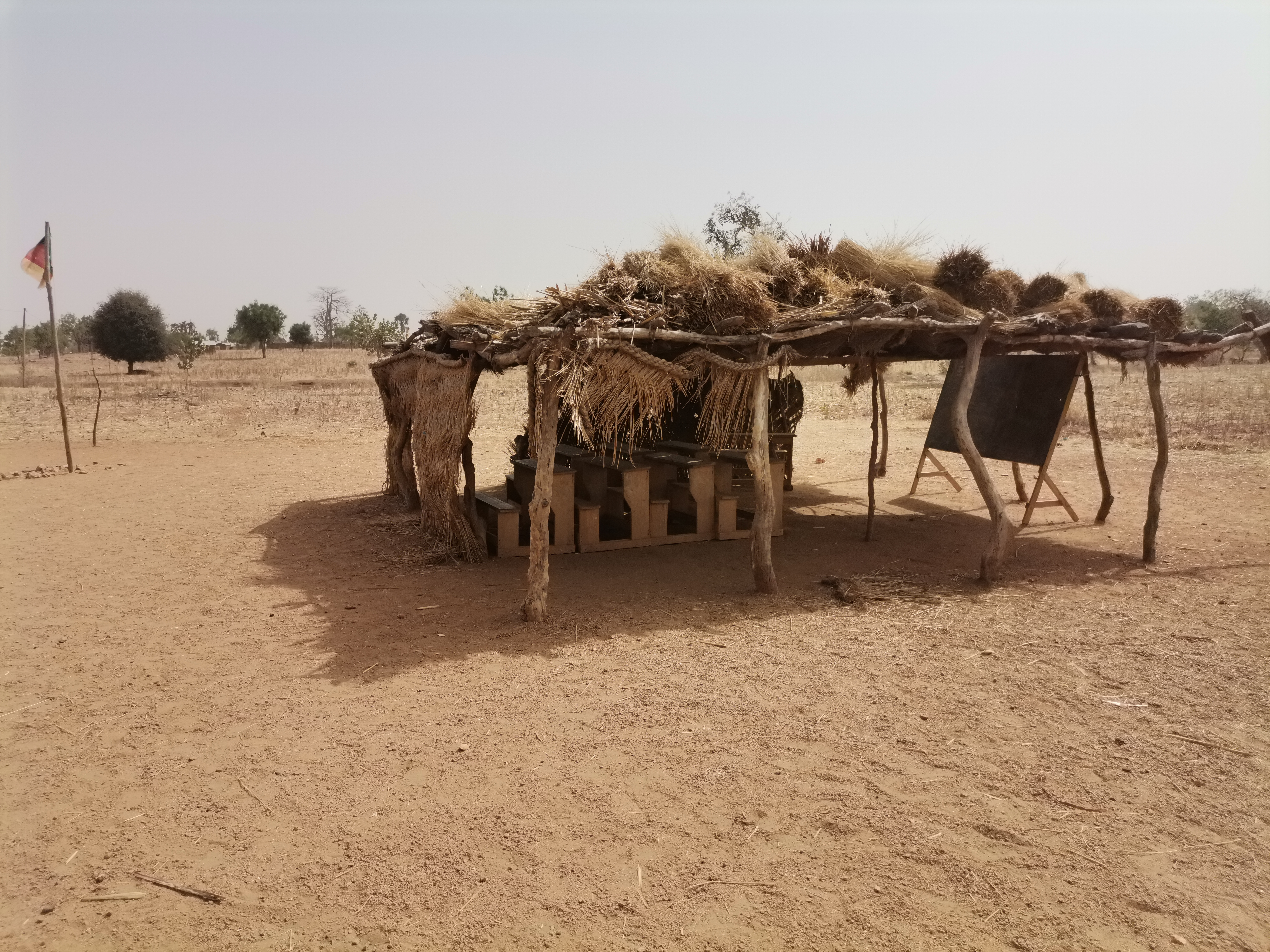
École en zone rurale.

Boudva (ou Budva) est une localité du Cameroun située dans le département du Mayo-Louti et la région du Nord, à proximité de la frontière avec le Tchad. Elle fait partie de la commune de Figuil.